# 賽吉出版公司

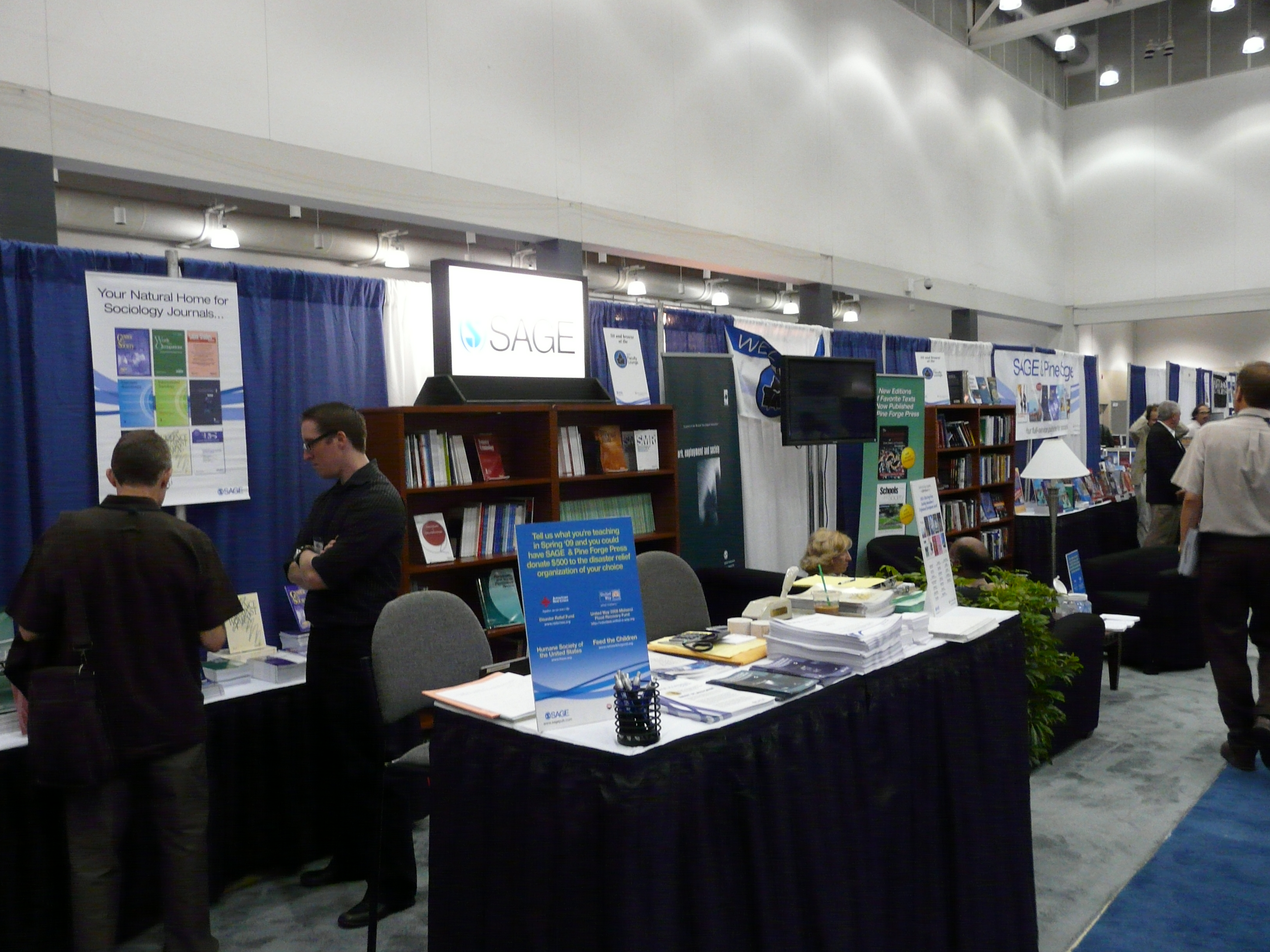
2008年大會展位

世哲出版公司（Sage Publications）是由莎拉·米勒·麥克卡尼在1965年成立的獨立出版公司。世哲旗下約1,500名員工來自世界各地，在洛杉磯、倫敦、新德里、新加坡及華盛頓哥倫比亞特區均設有主要的辦事處。世哲出版計劃包括近千種期刊及超過800種書籍、 參考書，及每年在商業、人文、社會科學、科學、技術，及醫學等的電子書。
世哲亦擁有及以下四個出版社：科溫出版社（1990年創立），CQ出版社（2008年創立）、學習事宜出版社（2011年創立)，及亞當馬修數位出版社（2012年創立）。

## 歷史
莎拉·米勒·麥克卡尼（Sara Miller McCune）是世哲出版公司的執行長，1965年創立世哲出版公司。麥克卡尼擔任了18年總裁，於1984年擔任主席。麥克卡尼與丈夫喬治·D.·麥克卡尼（George D. McCune）一同經營這家公司。
世哲出版公司爲成立於2008年的開放近用學術出版商協會創始成員之一。 2013年11月世哲出版公司的會員資格遭到暫停、接受審查，因於世哲旗下期刊《國際醫學研究期刊》刊出一篇由《科學》雜誌記者刻意發表的假論文，旨在測試開放獲取期刊在同行評審過程中的嚴謹度，是一個故意為之的圈套（參見《誰害怕同行評審？》）。直到世哲調整《國際醫學研究期刊》的同儕審查程序後，才得以恢復會員資格。

## 方法空間
世哲主持名為「方法空間」（Methodspace）的社交網路服務，旨在發揮集思廣益，「無論學生或教授，都為了研究人員的社群，獻力改良既有或開創新的研究方法」。

## 外部連結
- 官方网站 （英文）
- The SAGE Story - timeline, major acquisitions, etc. （页面存档备份，存于）